# Carmen (község, Campeche)
Carmen község Mexikó Campeche államának délnyugati részén. 2010-ben lakossága kb. 221 000 fő volt, ebből mintegy 169 000-en laktak a községközpontban, Ciudad del Carmenben, a többi 52 000 lakos a község területén található 874 kisebb településen élt.

## Fekvése
A nagy területű Carmen község Campeche állam délnyugati részén terül el, a Yucatán-félsziget tövénél, a Mexikói-öböl partján. Az egész terület mindössze néhány méterrel fekszik a tengerszint felett, de a felszín mégsem teljesen sík. A parton számos sziget található, közülük legnagyobb a hosszan elnyúló Carmen-sziget, melyen a községközpont is felépült, és mely a Laguna de Términost választja el a nyílt tengertől. A bőséges csapadéknak köszönhetően számos folyó és patak folyik a területen, közülük legnagyobbak az El Mango, a Candelaria, az El Este, a Salsipuedes, a Chivojá, a Mamantel, a Pejelagarto és az Arroyo El Limonal. A területnek csak alig 3%-át használják növénytermesztésre, 23%-ot tesz ki a vadon, 22%-ot rétek, legelők, 11,5%-ot a mangroveerdők, 7%-ot pedig a szavanna.

## Élővilág
Mivel a területen nedves, trópusi éghajlat uralkodik, az élővilág igen változatos. A 30 méter magasságot meghaladó fákból álló erdők elsősorban a (kisebb) szakadékokra jellemző, fő fajai a Brosimum alicastrum, a zapotilla (Manilkara zapota), a Swietenia macrophylla nevű mahagóni és a Bucida buceras. A közepes magasságú fák közül gyakori a Haematoxylum campechianum és a Cameraria latifolia, de előfordulnak szavannás területek és a partokon mangroveerdők is.
Állatai közül a sokféle kígyó, gyík, leguán, krokodil, teknős, nyúl, szarvas, mosómedve, ocelot, övesállat, tapír, mókus, fürj, karvaly, galamb, chachalaca (egy tyúkféle madár), papagáj, fácán és bagoly az említésre érdemes.

## Népesség
A község lakóinak száma a közelmúltban igen gyorsan növekedett (amikor csökkent, akkor is csak azért, mert területéből kiszakadt egy rész), a változásokat szemlélteti az alábbi táblázat:
| Év   | Lakosság |
| ---- | -------- |
| 1990 | 136 034  |
| 1995 | 179 690  |
| 2000 | 172 076  |
| 2005 | 199 988  |
| 2010 | 221 094  |

## Települései
A községben 2010-ben 875 lakott helyet tartottak nyilván, de nagy részük igen kicsi: 742 településen 10-nél is kevesebben éltek. A jelentősebb helységek:
| Település                                   | Lakosság (2010) |
| ------------------------------------------- | --------------- |
| Ciudad del Carmen (községközpont)           | 169 466         |
| Sabancuy                                    | 7286            |
| Isla Aguada                                 | 6204            |
| Nuevo Progreso                              | 4851            |
| San Antonio Cárdenas                        | 4206            |
| Atasta                                      | 2535            |
| Checubul                                    | 1811            |
| Chicbul                                     | 1692            |
| Colonia Emiliano Zapata                     | 1311            |
| El Aguacatal                                | 1270            |
| Mamantel (Pancho Villa)                     | 1262            |
| Licenciado Gustavo Díaz Ordaz (18 de Marzo) | 1239            |
| Abelardo L. Rodríguez                       | 1130            |
| Plan de Ayala                               | 771             |
| La Cristalina                               | 730             |
| Oxcabal                                     | 692             |
| Conquista Campesina                         | 675             |
| Pital Nuevo                                 | 667             |
| Nueva Chontalpa                             | 647             |
| Ignacio Gutiérrez                           | 634             |